# Luke Letlow
Luke Joshua Letlow, född 6 december 1979 i Monroe, död 29 december 2020 i Shreveport, var en amerikansk republikansk politiker. Han valdes in i USA:s representanthus för Louisiana och skulle ha svurits in i januari 2021. Han avled i Covid-19 den 29 december 2020, 41 år gammal.